# Agenor Báez
Agenor de Jesús Báez Cano (Somoto, 18 dicembre 1997) è un calciatore nicaraguense, centrocampista del Real Estelí e della nazionale nicaraguense.

## Caratteristiche tecniche
Centrocampista centrale, può essere impiegato anche come trequartista.

## Carriera

### Club
Ha cominciato a giocare al Real Madriz. Nel 2017 è stato acquistato dal Managua.

### Nazionale
Ha debuttato in Nazionale l'8 novembre 2017, nell'amichevole Nicaragua-Repubblica Dominicana (0-3), subentrando a Luis Galeano al minuto 66. Ha partecipato, con la Nazionale, alla CONCACAF Gold Cup 2019.